# Diên Cát
Diên Cát (tiếng Trung: 延吉市, Chosŏn'gŭl: 연길, Yeon-gil; Hangul: 옌지, Yenji, Hán Việt: Diên Cát thị) là một thành phố cấp huyện nằm ở phía đông của châu tự trị dân tộc Triều Tiên Diên Biên, tỉnh Cát Lâm, Trung Quốc, gần biên giới với Bắc Triều Tiên. Thành phố này có diện tích 1.748,3 km² (vùng đô thị 40,66 km²) và dân số năm 2020 là 686.136 người (vùng đô thị 548.700 người), trong đó phần lớn là người Triều Tiên (chiếm 58,4% thành phần dân cư), còn lại là 39,4% người Hán.
Diên Cát là một trung tâm giao thông và thương mại bận rộn giữa Trung Quốc và Cộng hòa Dân chủ Nhân dân Triều Tiên.

## Lịch sử
Diên Cát và môi trường của nó phần lớn không có dân cư cho đến những năm 1800 khi các hoàng đế nhà Thanh của Trung Quốc bắt đầu khuyến khích di cư từ Trung Quốc bản thổ theo đúng chính sách "Tiến vào Quan Đông" nhằm gia tăng dân cư tại Mãn Châu trong nỗ lực ngăn chặn sự bành trướng của đế quốc Nga ở phía bắc.
Thành phố này là trụ sở của tỉnh Giang Đảo thuộc quốc gia bù nhìn Mãn Châu Quốc của đế quốc Nhật Bản từ năm 1934 đến 1943. Năm 1943, chính thành phố được đổi tên thành Giang Đảo và trở thành một phần của tỉnh hợp nhất Đông Mạn.
Sau chiến tranh thế giới thứ hai, thành phố (một lần nữa được gọi là Diên Cát) trên danh nghĩa là một phần của tỉnh Tùng Giang mới nhưng sau khi Đảng Cộng sản Trung Quốc nắm quyền vào năm 1949, ranh giới của Tùng Giang đã bị thay đổi và Diên Cát trở thành một phần của tỉnh Cát Lâm.
Diên Cát hiện là một phần của châu tự trị dân tộc Triều Tiên Diên Biên, nằm ở phía đông Cát Lâm. Thành phố Diên Cát nằm ở trung tâm, bao quanh bởi năm thành phố cấp quận khác và hai quận nông thôn (xem bản đồ); nó cũng là ghế hành chính của tỉnh.

## Sự cố quốc tế
Quân đội Bắc Triều Tiên đã kích hoạt vụ thử hạt nhân thứ hai vào tháng 5 năm 2009 gần biên giới Trung Quốc, và vụ nổ đã gây ra một trận động đất mạnh 4,5 độ với một tâm chấn chỉ cách Diên Cát 112 dặm. Sự thiện chí lẫn nhau của người dân Trung Quốc và Triều Tiên trong khu vực bị đặt dấu hỏi, và nhiều người ở Cát Lâm bày tỏ cảm giác lo sợ và bất an mới về nước láng giềng Bắc Triều Tiên.
Một mục sư người Hàn Quốc, Kim Dong-shik, đã bị bắt cóc ở Diên Cát vào tháng 1 năm 2000, một trong nhiều vụ bắt cóc người Hàn Quốc của Bắc Triều Tiên được công bố rộng rãi của chính phủ Hàn Quốc: một nghi phạm người Triều Tiên lai Trung Quốc, được cho là đã được đào tạo ở Bình Nhưỡng, đã bị bắt và bị xử tội vào tháng 12 năm 2004.
Diên Cát là điểm khởi đầu của một cuộc tranh chấp quốc tế vào năm 2009 khi hai nhà báo người Mỹ Euna Lee và Laura Ling bị lính biên phòng Bắc Triều Tiên bắt giữ vào thời điểm, sau khi rời Diên Cát, họ đã vượt qua ranh giới phân định gần đó. Cả hai chỉ được giải thoát sau khi được can thiệp bởi cựu Tổng thống Hoa Kỳ Bill Clinton.
Ma túy đá thấm qua biên giới từ Bắc Triều Tiên đã dẫn đến một vấn đề ma túy. Theo báo cáo của viện nghiên cứu Brookings ở Hoa Kỳ: "Tỉnh Cát Lâm không chỉ là điểm trung chuyển quan trọng nhất đối với ma túy từ Bắc Triều Tiên vào Trung Quốc, mà còn trở thành một trong những thị trường lớn nhất ở Trung Quốc về các chất kích thích dạng amphetamine." Diên Cát đã xác nhận gần 2100 người nghiện ma túy trong năm 2010 so với chỉ 44 người vào năm 1990; Các quan chức địa phương thừa nhận rằng con số thực tế có thể cao hơn năm hoặc sáu lần.

## Địa lí và khí hậu

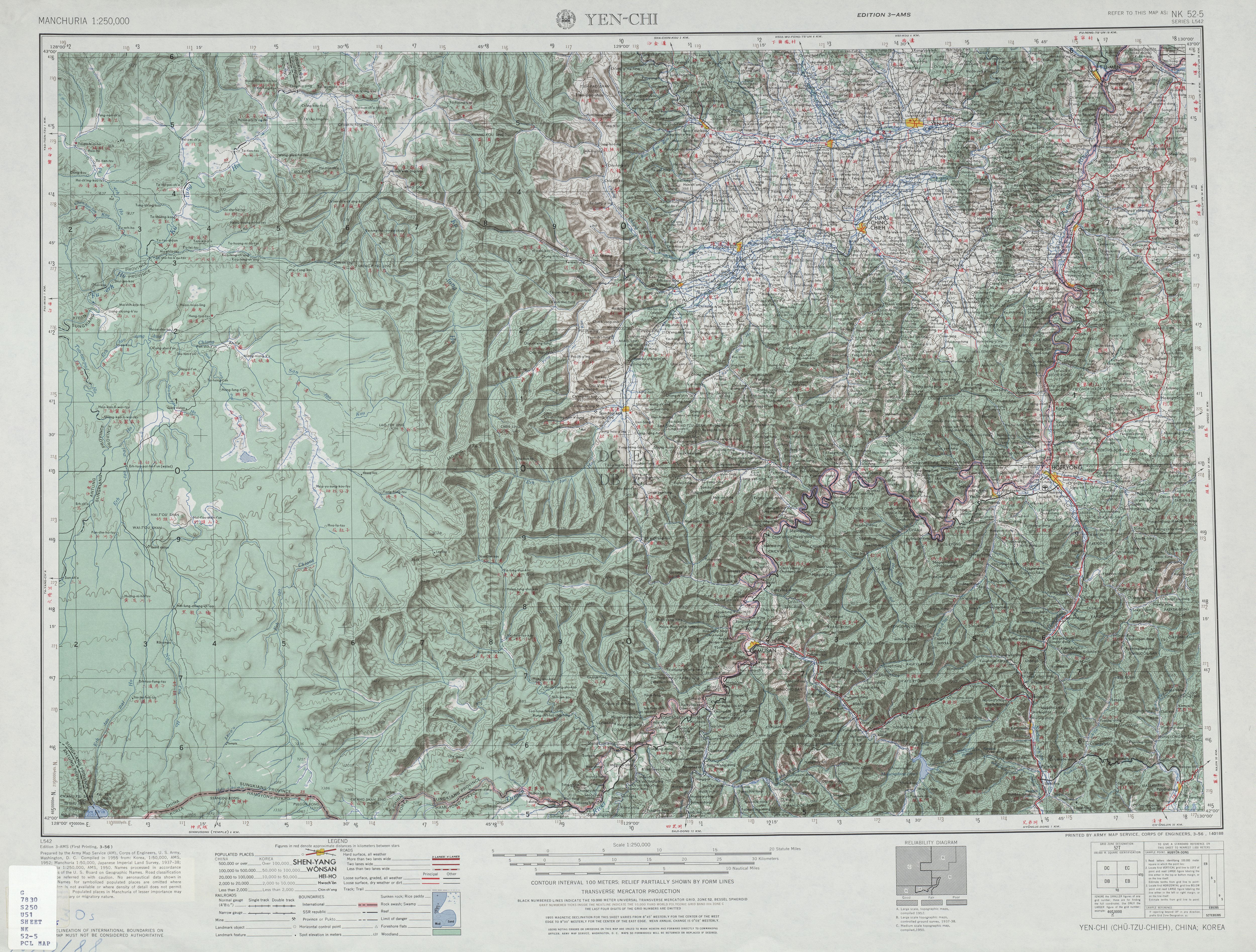
Diên Cát (được ghi chú là YEN-CHI (CHÜ-TZU-CHIEH) 延吉 (局子街)) (1955)

Diên Cát nằm giữa các chân đồi, với khu vực đô thị chính nằm trong một khu vực nhỏ, rất bằng phẳng. Thành phố được bao quanh bởi những ngọn núi rải rác với những cộng đồng nông nghiệp nhỏ, xa xôi. Diên Cát có khí hậu lục địa ẩm, chịu ảnh hưởng của gió mùa bốn mùa (được phân loại trong hệ thống Köppen là Dwb), với mùa đông dài, rất lạnh và mùa hè ngắn, nhưng rất ấm áp, ẩm ướt. Mùa xuân và mùa thu tạo thành những giai đoạn chuyển tiếp rất ngắn với một lượng mưa nhất định, nhưng không quá nhiều. Nhiệt độ trung bình 24 giờ hàng tháng dao động từ −13,2 °C (8.2 °F) vào tháng 1 đến 21,7 °C (71,1 °F) vào tháng 8, trong khi nhiệt độ trung bình hàng năm là 5,69 °C (42,2 °F) và tổng lượng mưa là 531 mm (20,9 in), phần lớn rơi vào mùa hè. Ánh nắng mặt trời khá thường xuyên nhưng lại ít hơn nhiều ở khu vực trung tâm và phía tây của tỉnh Cát Lâm; với phần trăm ánh nắng mặt trời hàng tháng có thể dao động từ 39% vào tháng 7 đến 62% vào tháng 2, có 2.280 giờ nắng sáng hàng năm.
| Dữ liệu khí hậu của Yanji (1981–2010 normals)                                          | Dữ liệu khí hậu của Yanji (1981–2010 normals) | Dữ liệu khí hậu của Yanji (1981–2010 normals) | Dữ liệu khí hậu của Yanji (1981–2010 normals) | Dữ liệu khí hậu của Yanji (1981–2010 normals) | Dữ liệu khí hậu của Yanji (1981–2010 normals) | Dữ liệu khí hậu của Yanji (1981–2010 normals) | Dữ liệu khí hậu của Yanji (1981–2010 normals) | Dữ liệu khí hậu của Yanji (1981–2010 normals) | Dữ liệu khí hậu của Yanji (1981–2010 normals) | Dữ liệu khí hậu của Yanji (1981–2010 normals) | Dữ liệu khí hậu của Yanji (1981–2010 normals) | Dữ liệu khí hậu của Yanji (1981–2010 normals) | Dữ liệu khí hậu của Yanji (1981–2010 normals) |
| Tháng                                                                                  | 1                                             | 2                                             | 3                                             | 4                                             | 5                                             | 6                                             | 7                                             | 8                                             | 9                                             | 10                                            | 11                                            | 12                                            | Năm                                           |
| -------------------------------------------------------------------------------------- | --------------------------------------------- | --------------------------------------------- | --------------------------------------------- | --------------------------------------------- | --------------------------------------------- | --------------------------------------------- | --------------------------------------------- | --------------------------------------------- | --------------------------------------------- | --------------------------------------------- | --------------------------------------------- | --------------------------------------------- | --------------------------------------------- |
| Trung bình ngày tối đa °C (°F)                                                         | −6.5 (20.3)                                   | −1.5 (29.3)                                   | 5.6 (42.1)                                    | 15.3 (59.5)                                   | 21.1 (70.0)                                   | 24.4 (75.9)                                   | 26.7 (80.1)                                   | 27.2 (81.0)                                   | 22.2 (72.0)                                   | 14.8 (58.6)                                   | 3.9 (39.0)                                    | −4.4 (24.1)                                   | 12.4 (54.3)                                   |
| Trung bình ngày °C (°F)                                                                | −13.2 (8.2)                                   | −8.7 (16.3)                                   | −1.4 (29.5)                                   | 7.6 (45.7)                                    | 13.9 (57.0)                                   | 18.2 (64.8)                                   | 21.4 (70.5)                                   | 21.7 (71.1)                                   | 15.1 (59.2)                                   | 7.1 (44.8)                                    | −2.7 (27.1)                                   | −10.7 (12.7)                                  | 5.7 (42.2)                                    |
| Tối thiểu trung bình ngày °C (°F)                                                      | −18.7 (−1.7)                                  | −14.9 (5.2)                                   | −7.7 (18.1)                                   | 0.4 (32.7)                                    | 7.3 (45.1)                                    | 13.1 (55.6)                                   | 17.3 (63.1)                                   | 17.4 (63.3)                                   | 9.5 (49.1)                                    | 0.8 (33.4)                                    | −7.8 (18.0)                                   | −15.8 (3.6)                                   | 0.1 (32.1)                                    |
| Lượng Giáng thủy trung bình mm (inches)                                                | 5.4 (0.21)                                    | 5.5 (0.22)                                    | 9.9 (0.39)                                    | 29.4 (1.16)                                   | 58.7 (2.31)                                   | 82.3 (3.24)                                   | 128.5 (5.06)                                  | 108.8 (4.28)                                  | 60.6 (2.39)                                   | 23.6 (0.93)                                   | 12.0 (0.47)                                   | 6.7 (0.26)                                    | 531.4 (20.92)                                 |
| Số ngày giáng thủy trung bình (≥ 0.1 mm)                                               | 3.1                                           | 3.4                                           | 5.1                                           | 7.8                                           | 12.2                                          | 15.1                                          | 14.3                                          | 13.6                                          | 10.4                                          | 7.1                                           | 5.3                                           | 3.8                                           | 101.2                                         |
| Độ ẩm tương đối trung bình (%)                                                         | 58                                            | 55                                            | 53                                            | 54                                            | 61                                            | 73                                            | 79                                            | 79                                            | 76                                            | 65                                            | 61                                            | 61                                            | 65                                            |
| Số giờ nắng trung bình tháng                                                           | 170.4                                         | 183.2                                         | 225.3                                         | 213.2                                         | 233.6                                         | 190.0                                         | 181.0                                         | 187.5                                         | 197.6                                         | 199.5                                         | 157.7                                         | 140.8                                         | 2.279,8                                       |
| Phần trăm nắng có thể                                                                  | 59                                            | 62                                            | 61                                            | 53                                            | 52                                            | 42                                            | 39                                            | 44                                            | 53                                            | 58                                            | 54                                            | 50                                            | 51                                            |
| Nguồn: China Meteorological Administration (precipitation days and sunshine 1971–2000) |                                               |                                               |                                               |                                               |                                               |                                               |                                               |                                               |                                               |                                               |                                               |                                               |                                               |

## Phân chia hành chính
Diên Cát quản lý 9 đơn vị hành chính gồm 6 nhai đạo và 3 trấn.
Các nhai đạo:
- Henan (河南街道/하남가도), Jiangong (建工街道/건공가도), Xinxing (新兴街道 / 신흥가도), Gongyuan (公园街道/공원가도), Chaoyang (朝阳街道/조양가도), Beishan (北山街道/북산가도)

Các trấn:
- Yilan (依兰镇/이란진), Sandaowan (三道湾镇/삼도만진), Xiaoying (小营镇/소영진)

## Nhân khẩu
Cộng đồng người Triều Tiên ở Trung Quốc có dân số đáng kể ở ít nhất mười một thành phố lớn của Trung Quốc, nhưng không lớn hơn Diên Cát: báo cáo điều tra dân số chính thức của Trung Quốc từ năm 1990 đã thống kê số người Triều Tiên của thành phố lên tới hơn 170.000. Báo cáo điều tra dân số chính thức từ năm 2000 chưa được công bố công khai, nhưng các ước tính hiện tại được cho là trong khoảng một phần ba tổng dân số của thành phố đến hơn một nửa. Cả tiếng Trung Quốc và tiếng Triều Tiên đều được coi là "ngôn ngữ chính thức" của thành phố: tất cả các dấu hiệu, bảng đường chính thức đều ở dạng văn bản song ngữ, với tiếng Triều Tiên đứng đầu.

## Kinh tế
Với dân số hiện tại ước tính khoảng bốn trăm nghìn, Diên Cát nhỏ bé hơn nhiều theo tiêu chuẩn của Trung Quốc (nếu so sánh, dân số Thượng Hải là gần hai mươi triệu). Diên Cát cũng có lịch sử tương đối trẻ: thành phố chỉ được phát triển vào thế kỷ XIX và trở thành thủ phủ khu vực sau Chiến tranh thế giới thứ hai. Sự tăng trưởng gần đây về du lịch và đầu tư ở nước ngoài đã giúp Diên Cát trở thành một thành phố thịnh vượng đáng chú ý. Nơi đây có rất nhiều kiến trúc hiện đại của thép và kính, và đại lộ rộng được làm sạch một cách rõ rệt và được bảo trì tốt. Trong thời hiện đại, Diên Cát đã trở thành một thành phố của giao thông và thương mại. Trung Quốc là đối tác thương mại lớn nhất của Bắc Triều Tiên, chiếm gần 40% thương mại quốc tế của quốc gia này và Diên Cát là trung tâm của phần lớn doanh nghiệp xuyên biên giới.
Ngoài Bắc Triều Tiên, các quốc gia khác đã bắt đầu hợp tác với các nhóm kinh doanh Diên Cát: hiện có hơn năm trăm liên doanh với các đối tác quốc tế đang diễn ra tại Diên Cát. Phần lớn các khoản đầu tư gần đây đã được thực hiện bởi Hàn Quốc và Đài Loan, nơi đã giúp đỡ đáng kể trong việc xây dựng ngành du lịch của thành phố.
Diên Cát cũng đánh bóng danh tiếng của mình như một trung tâm du lịch bằng cách tổ chức Hội chợ Du lịch Bắc Trung Quốc hàng năm. Được tổ chức hàng năm kể từ năm 1996, hội chợ là một trong những hội chợ lớn nhất ở nước này, trưng bày hơn một ngàn triển lãm đại diện cho các đối tác văn hóa và kinh tế từ khắp Trung Quốc và nước ngoài. Diên Cát cũng tổ chức Diễn đàn Kinh doanh & Đầu tư Quốc tế Khu vực sông Đồ Môn, một cuộc triển lãm kéo dài ba ngày được tổ chức hàng năm kể từ năm 2000.

## Giao thông và cơ sở hạ tầng
Dịch vụ xe lửa hàng ngày đến hầu hết các trung tâm đô thị lớn của tỉnh đều có sẵn từ Diên Cát, bao gồm chuyến đi 24 giờ đến Bắc Kinh. Một chuyến đi ngắn hơn nhiều đến thủ đô Trung Quốc có thể được thực hiện tại sân bay quốc tế Triều Dương Xuyên Diên Cát, phục vụ khu vực với các chuyến bay chở khách theo lịch trình đến các địa điểm trong nước cũng như đến Nga và Hàn Quốc. Dịch vụ hàng không quốc tế được cung cấp bởi Sân bay quốc tế Long Gia Trường Xuân và việc di chuyển bằng đường bộ đến Trường Xuân đã được tiếp cận dễ dàng hơn kể từ khi Đường cao tốc Trường Xuân-Diên Cát lớn được mở cửa cho công chúng vào năm 2009.
Một đường ống nước và nước thải mới dài 125 dặm (201 km) đã được hoàn thành vào năm 2006, nối Diên Cát và các thành phố lân cận Cát Lâm và Tùng Nguyên đến các nhà máy xử lý nước thải hiện đại dọc theo sông Tùng Hoa.
Kể từ năm 2012, Diên Cát cung cấp lối đi thuận tiện nhất đến Đặc khu kinh tế Rason ở Bắc Triều Tiên.

## Giáo dục

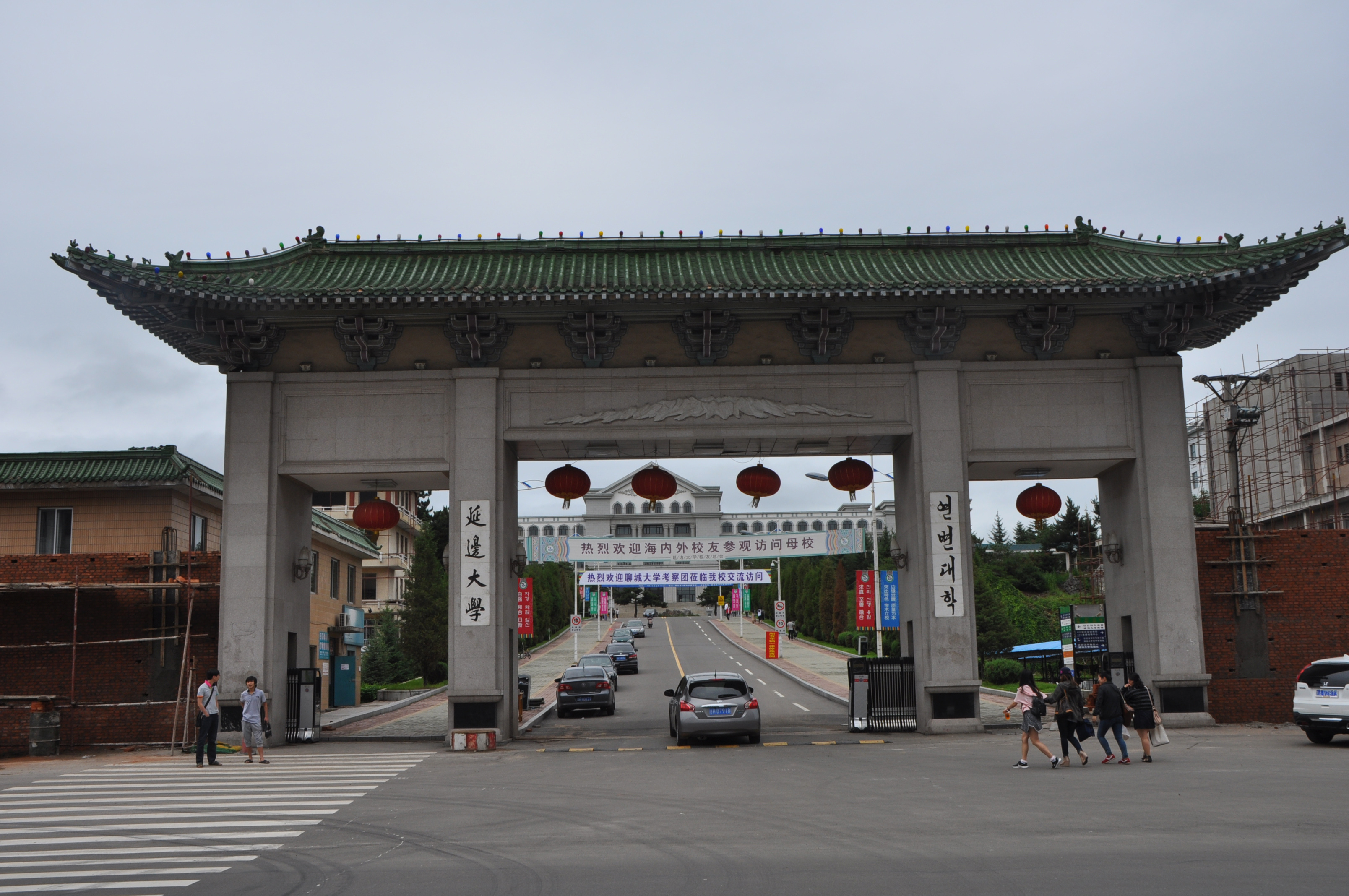
Đại học Diên Biên (cổng chính)

Đại học Diên Biên là một trường đại học toàn diện ở Diên Cát, được thành lập vào năm 1949; nó cung cấp mười một chương trình học, bao gồm bốn chương trình tiến sĩ. Trường đại học duy trì đội ngũ giảng viên toàn thời gian hơn 1.400, phục vụ một nhóm sinh viên tích cực hơn mười sáu ngàn. Một trong những sinh viên tốt nghiệp của Đại học Diên Biên, chuyên ngành ngôn ngữ Triều Tiên, là Trương Đức Giang, trước đây là phó thư ký của Ủy ban thành phố Diên Cát (1983-1985), và hiện là Phó Thủ tướng của Đảng Cộng sản Trung Quốc tại Bắc Kinh.
Diên cát cũng là nhà của Đại học Khoa học và Công nghệ Diên Biên, một trường đại học nghiên cứu kỹ thuật được thành lập vào năm 1990, và Trường Cao đẳng Y tế Diên Biên.
Học viện quốc tế Diên Biên, trường học dành cho người nước ngoài, nằm ở Diên Cát. Ngoài ra còn có một trường học dành cho người Triều Tiên, Trường Quốc tế Triều Tiên tại Diên Biên.

## Thể thao
Diên Cát tổ chức các sự kiện thể thao tại Sân vận động Nhân dân 50.000 chỗ ngồi. Thành phố này là điểm dừng chân thứ mười tám cho cuộc rước đuốc Olympic tại lễ khai mạc Thế vận hội Mùa hè 2008.
Các quan chức của Sách Kỷ lục Guinness đã đến thăm sân vận động điền kinh tại Đại học Diên Biên vào tháng 7 năm 2010 để chứng kiến một kỷ lục thế giới mới được thiết lập: hơn một nghìn sinh viên đồng loạt tâng những quả bóng đá bằng chân trong hơn mười giây.

## Văn hóa
Hai kênh truyền hình tiếng Triều Tiên được sản xuất tại địa phương và các kênh khác có thể được phát sóng miễn phí từ cả CHDCND Triều Tiên và Hàn Quốc. Ẩm thực Triều Tiên rất phổ biến và có mặt ở khắp mọi nơi. Một lễ hội dân gian hàng năm của Triều Tiên diễn ra vào tháng 9 hàng năm tại Diên Cát, với âm nhạc, khiêu vũ, hội họa và thể thao truyền thống của Triều Tiên.
Karaoke khá phổ biến ở Diên Cát, và thành phố thậm chí còn có một cảnh beatbox ngầm đang phát triển, được ghi lại bởi nhà làm phim Lưu Phong trong Yan Bian Box (2007).